# Metallah
Metallah, Mothallah o Caput Trianguli es el nombre de la estrella α Trianguli (α Tri / 2 Trianguli).
Aun siendo la estrella Alfa de la constelación de Triangulum, es la segunda más brillante de la misma con una magnitud aparente de +3,42 detrás de β Trianguli. Metallah proviene del árabe y significa «triángulo», mientras que Caput Trianguli viene del latín y significa «cabeza del triángulo».
Unas 13 veces más luminosa que el Sol, Metallah es una subgigante blanco-amarilla de tipo espectral F6IV, es decir, está acabando o ha acabado la fusión del hidrógeno y está empezando la fusión de helio. Su temperatura superficial es de 6350 K y su radio es 3 veces más grande que el del Sol.
Gira sobre sí misma con una velocidad de rotación proyectada de 81,6 km/s.
Tiene una metalicidad —abundancia relativa de elementos más pesados que el helio— ligeramente inferior a la del Sol ([Fe/H] = -0,09).
Su masa estimada es 1,5 veces mayor que la masa solar y es una estrella más evolucionada que nuestra estrella. Su edad se cifra en solo 2700 millones de años, algo más de la mitad de la edad del Sol, ya que cuanto mayor es la masa de una estrella más corta es su vida.
Metallah es una binaria espectroscópica con una compañera muy tenue de la que nada se sabe. Debe estar extraordinariamente cerca —quizás en torno a 0,04 UA—, ya que el período orbital es de solo 1,74 días. Ambas se encuentran a 64 años luz del sistema solar.